# Lepiku (Ülenurme)
Lepiku – wieś w Estonii, w prowincji Tartu, w gminie Ülenurme.